# ليمم (تشيشير)
ليمم (بالإنجليزية: Lymm)‏ هي قرية وأبرشية مدنية تقع في المملكة المتحدة في إنجلترا. يقدر عدد سكانها بـ 10,552 نسمة .

## أعلام
- سي. فوكس سميث
- ماثيو جيبسون
- هاري لي
- إدوين لي